# Государственная граница. Солёный ветер
«Государственная граница. Солёный ветер» — советский цветной телевизионный художественный фильм, поставленный на киностудии «Беларусьфильм» в 1988 году режиссёром Геннадием Ивановым. Седьмой фильм телевизионного сериала «Государственная граница».
По заказу Гостелерадио СССР.
Премьера фильма в СССР состоялась 26 мая 1988 года.

## Сюжет
Фильм основан на реальных событиях. Эстонская ССР, 1959 год. Западные спецслужбы засылают в пограничную зону диверсанта для организации крупномасштабной провокации.

## В главных ролях
- Фёдор Сухов — Павел Викторович Белов, сын политрука Виктора Белова, приёмный сын генерала Ильи Сушенцова
- Катрин Кохв — Рина Луйк
- Вальдемар Зандберг — Викентий Филиппович Шлойда, смотритель маяка (озвучил Даниил Нетребин)
- Витаутас Томкус — Август, диверсант, отец Рины Луйк
- Гедиминас Гирдвайнис  — Йозеф Мырд, агент Августа

## В ролях
- Улдис Ваздикс — Арен, полковник пограничных войск
- Иосиф Гогичайшвили — Вахтанг Ушангиевич Сихарулидзе, капитан 2-го ранга, комбриг
- Александр Диденко — Ракитин, капитан 3-го ранга
- Валентин Белохвостик — Владимир Иванович Носков, полковник пограничных войск
- Сулев Луйк — Ивер Эдуардович Вянтер, майор пограничных войск
- Александр Рахленко — Любимов, штурман корабля, друг Павла Белова
- Виктор Саракваша — Старчевой
- Ита Эвер — Линда
- Эгон Нутер — Юхан
- Денис Калинин — Куклин
- Улдис Пуцитис — Грей, генерал
- Антанас Шурна — Ллойд, полковник
- Калью Комиссаров

## Съёмочная группа
- Автор сценария — Олег Смирнов
- Режиссёр-постановщик — Геннадий Иванов
- Оператор-постановщик — Игорь Ремишевский
- Художник-постановщик — Вячеслав Кубарев
- Композитор — Эдуард Артемьев